# Gmina miejska Voždovac
Gmina miejska Voždovac (serb. Gradska opština Voždovac / Градска општина Вождовац) – gmina miejska w Serbii, w mieście Belgrad.  W 2018 roku liczyła 168 841 mieszkańców.